# 29430 Mimiyen
29430 Mimiyen è un asteroide della fascia principale. Scoperto nel 1997, presenta un'orbita caratterizzata da un semiasse maggiore pari a 2,2835930 UA e da un'eccentricità di 0,1047000, inclinata di 6,36121° rispetto all'eclittica.